# Batalla de Kohima
La batalla de Kohima va ser el punt d'inflexió de l'ofensiva japonesa U-Go a l'Índia el 1944 durant la Segona Guerra Mundial. La batalla va tenir lloc en tres etapes del 4 d'abril al 22 de juny de 1944 al voltant de la ciutat de Kohima, actualment la capital de Nagaland al nord-est de l'Índia. Del 3 al 16 d'abril, els japonesos van intentar capturar la cresta de Kohima, una característica que dominava la carretera per on s'aprovisionaven les tropes britàniques i índies assetjades del IV Cos a Imphal. A mitjans d'abril, la petita força índia britànica i britànica a Kohima va ser rellevada.
Del 18 d'abril al 13 de maig, els reforços britànics i indis britànics van contraatacar per expulsar els japonesos de les posicions que havien capturat. Els japonesos van abandonar la cresta en aquest punt, però van continuar bloquejant la carretera Kohima-Imphal. Del 16 de maig al 22 de juny, les tropes índies britàniques i britàniques van perseguir els japonesos en retirada i van reobrir la carretera. La batalla va acabar el 22 de juny quan les tropes índies britàniques i britàniques de Kohima i Imphal es van trobar a la fita 109, posant fi al setge d'Imphal.
El 2013, una enquesta realitzada pel National Army Museum Britànic va votar les batalles de Kohima i Imphal com a "la batalla més gran de Gran Bretanya". Les batalles de Kohima i Imphal han estat referides per autors com Martin Dougherty i Jonathan Ritter com el "Stalingrad de l'Est".

## Fons
El pla japonès d'envair l'Índia, amb el nom en clau U-Go, va ser originalment pensat com un atac destructiu contra el IV Cos britànic a Imphal a Manipur, per interrompre els plans ofensius aliats per a aquell any. El comandant del Quinzè Exèrcit japonès, el general de divisió Renya Mutaguchi, va ampliar el pla per envair la mateixa Índia i potser fins i tot enderrocar el Raj britànic.
Si els japonesos poguessin aconseguir una forta implantació a l'Índia, demostrarien la debilitat de l'Imperi Britànic i donarien estímul als nacionalistes indis en els seus esforços de descolonització. A més, l'ocupació de l'àrea al voltant d'Imphal afectaria greument els esforços nord-americans per proveir l'exèrcit de Chiang Kai-shek a la Xina. Les objeccions dels estats majors de diversos quarters generals van ser finalment superades, i l'ofensiva va ser aprovada pel Quarter General Imperial el 7 de gener de 1944.
Part del pla consistia a enviar la 31a divisió japonesa (que estava formada pels 58è, 124è i 138è Regiments d'Infanteria i el 31è Regiment d'Artilleria de Muntanya) per capturar Kohima i així tallar Imphal. Mutaguchi volia explotar la captura de Kohima empenyent la 31a Divisió cap a Dimapur, el cap de ferrocarril vital i la base logística a la vall del riu Brahmaputra.
El comandant de la 31a Divisió, el general de divisió Kotoku Sato, no estava satisfet amb el seu paper. No havia participat en la planificació de l'ofensiva i tenia greus recels sobre les seves possibilitats. Ja havia dit al seu personal que tots podrien morir de gana. En comú amb molts oficials alts japonesos, Sato considerava a Mutaguchi un "cap de taca". Ell i Mutaguchi també havien estat en bàndols oposats durant la divisió entre les faccions Toseiha i Kodoha dins de l'exèrcit japonès durant la dècada de 1930, i Sato creia que tenia motius per desconfiar dels motius de Mutaguchi.

## Preludi

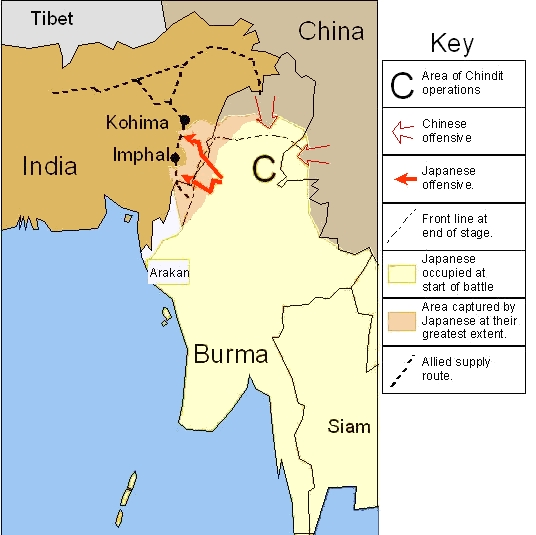
Campanya d'Imphal i Kohima

A partir del 15 de març de 1944, la 31a Divisió japonesa va creuar el riu Chindwin prop d'Homalin i es va desplaçar cap al nord-oest per senders de la selva en un front de gairebé 60 milles (97 km) d'ample. A causa de l'escassetat de transport, la meitat dels canons de muntanya del regiment d'artilleria i les armes pesades dels regiments d'infanteria van quedar enrere. Només es va transportar el subministrament d'aliments i municions de tres setmanes.
Tot i que la marxa va ser àrdua, es va avançar molt. L'ala esquerra de la divisió, formada pel gruix del 58è Regiment i comandada pel comandant del Grup d'Infanteria de la divisió, general de brigada Shigesaburō Miyazaki, estava per davant de la formació veïna (la 15a Divisió d'Infanteria japonesa) quan es van enfrontar amb tropes índies cobrint les aproximacions del nord a Imphal el 20 de març.
Les tropes índies eren la 50a Brigada de paracaigudistes índia sota el comandament del brigadier Maxwell Hope-Thomson, a Sangshak. Encara que no eren l'objectiu de Miyazaki, va decidir eliminar-los de la seva línia d'avanç. La batalla de Shangshak va continuar durant sis dies. Les tropes de la brigada de paracaigudes no tenien aigua potable, però Miyazaki es va veure perjudicat per la manca d'artilleria fins a prop del final de la batalla. Finalment, quan algunes de les tropes de la 15a Divisió japonesa es van unir a la batalla, Hope-Thomson es va retirar. La 50a Brigada Paracaigudes va perdre 600 homes, mentre que els japonesos havien patit més de 400 baixes. Miyazaki també havia capturat alguns dels aliments i municions que havien estat llançats per la Royal Air Force (RAF) als defensors de Sangshak. No obstant això, les seves tropes, que tenien la ruta més curta i fàcil a Kohima, es van retardar una setmana.
Mentrestant, el comandant del Catorze Exèrcit britànic, el tinent general William Slim, es va adonar tardanament (en part a partir de documents japonesos capturats a Sangshak) que tota una divisió japonesa es movia cap a Kohima. Ell i el seu personal havien cregut inicialment que, a causa del terreny prohibitiu de la zona, els japonesos només podrien enviar un regiment per prendre Kohima.
Slim sabia que a Kohima hi havia poques tropes de combat, a diferència dels soldats en unitats de línia de comunicació i serveis de suport, i cap a la base vital de Dimapur, a 30 milles (48 km) al nord. Dimapur contenia una àrea de dipòsits de subministrament d'11 milles (18 km) de llarg i 1 milla (1,6 km) d'ample. Com que la caiguda de Dimapur hauria estat desastrosa per als Aliats, Slim va demanar al seu superior, el general George Giffard (al comandament de l'Onze Grup d'Exèrcits) , més tropes per protegir Dimapur i preparar-se per rellevar Imphal.
Els aliats ja estaven reforçant precipitadament el Front Imphal. Com a part d'aquest moviment, la infanteria i l'artilleria de la 5a Divisió d'Infanteria de l'Índia van ser traslladades des de l'Arakan, on acabaven de participar en la derrota d'una ofensiva subsidiària japonesa a la batalla del Departament d'Administració. Mentre el cos principal de la divisió es va dirigir a Imphal (on algunes unitats havien quedat aïllades i gairebé totes les reserves del IV Cos ja s'havien compromès), la 161a Brigada d'Infanteria de l'Índia, comandada pel brigadier Dermot Warren i amb el 24è Regiment d'Artilleria de Muntanya, Artilleria Índia adjunta va ser traslladada a Dimapur.
A principis de març, la 23a Brigada de Penetració de Llarg Distància va ser retirada de la força chindit del major general Orde Wingate, i va ser enviada per ferrocarril des dels voltants de Lalaghat fins a Jorhat, a 50 milles (80 km) al nord de Dimapur, on podien amenaçar el flanc de qualsevol atac japonès a la base. Giffard i el general Claude Auchinleck, el comandant en cap de l'exèrcit indi britànic, també es van preparar per enviar la 2a divisió britànica i el quarter general del XXXIII Cos indi sota el comandament del tinent general Montagu Stopford des de la reserva al sud i centre de l'Índia fins a Dimapur, per carretera i ferrocarril.
Fins que el quarter general del XXXIII Cos pogués arribar a Dimapur, el quarter general de l'àrea de la Línia de Comunicació 202 sota el major general R.P.L. Ranking va prendre el comandament de l'àrea.

## La batalla

### Geografia

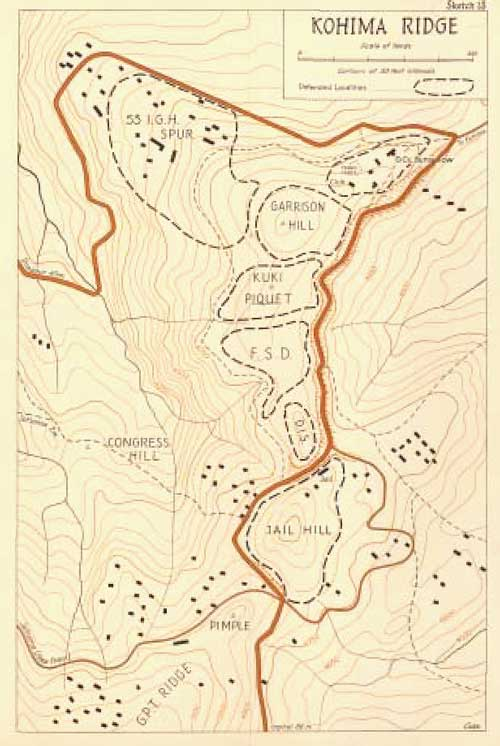
La cadena de Kohima

La importància estratègica de Kohima en l'ofensiva japonesa de Chindwin de 1944 rau en el fet que era el cim d'un coll que oferia als japonesos la millor ruta des de Birmània a l'Índia. A través d'ella passava la carretera que era la principal ruta de subministrament entre la base de Dimapur a la vall del riu Brahmaputra i Imphal, on les tropes britàniques i índies del IV Cos (format per les divisions d'infanteria índia 17a, 20a i 23a) es van enfrontar a la principal ofensiva japonesa.
El mateix Kohima Ridge s'estén aproximadament al nord i al sud. La carretera de Dimapur a Imphal s'enfila fins al seu extrem nord i recorre la seva cara oriental. El 1944, Kohima era el centre administratiu de Nagaland. El comissari adjunt era Charles Pawsey. El seu bungalow es trobava al vessant del turó, en un revolt de la carretera, amb els seus jardins i pista de tennis, i una casa club, a les terrasses de dalt. Encara que algunes terrasses al voltant del poble van ser netejades per al conreu, els forts vessants de la carena estaven densament boscoses.
Al nord de la cresta es trobava l'àrea densament habitada de Naga Village, coronada per Treasury Hill, i Church Knoll (baptistes i altres missioners cristians havien estat actius a Nagaland durant el mig segle anterior). Al sud i a l'oest de Kohima Ridge es trobaven GPT Ridge i l'Aradura Spur cobert per la selva . Els diversos campaments de tropes de servei britànics i índies a la zona van donar els seus noms a les característiques que havien de ser importants en la batalla, per exemple, "Field Supply Depot" es va convertir en FSD Hill o simplement FSD. Els japonesos més tard van assignar els seus propis noms en codi a les característiques; per exemple, Garrison Hill, que dominava Kohima,era conegut com Inu (gos) i Kuki Piquet (vegeu el mapa de Kohima Ridge) com Saru (mico).

### Setge
Abans que arribés la 161a Brigada índia, les úniques tropes de combat a la zona de Kohima eren el 1r Batalló, el Regiment d'Assam i unes quantes seccions del 3r Batalló (Naga Hills) dels paramilitars Assam Rifles. A finals de març, la Brigada 161 es va desplegar a Kohima, però el Major General Ranking els va ordenar tornar a Dimapur, ja que inicialment es va considerar que Dimapur tenia més importància estratègica. Kohima es considerava un bloqueig de carretera, mentre que Dimapur era el cap de ferrocarril on s'emmagatzemaven la majoria dels subministraments aliats. Slim també temia que els japonesos poguessin deixar només un destacament per contenir la guarnició de Kohima mentre el cos principal de la 31a Divisió es movia per vies cap a l'est per atacar Dimapur.
Per a alleujament de Slim, Satō es va concentrar a capturar Kohima (a l'inici del setge, el 8 d'abril, Mutaguchi va ordenar directament a Sato que enviés un destacament per avançar a Dimapur. Satō va enviar sense voler un batalló del 138è Regiment, però unes hores més tard el superior de Mutaguchi, el general de divisió Masakasu Kawabe al comandament de l'exèrcit de l'àrea de Birmània, vetà el moviment.)
Quan l'ala dreta i el centre de la 31a Divisió japonesa s'acostaven a Jessami, a més de 130 km per carretera a l'est de Kohima, elements del Regiment d'Assam van lluitar per retardar les accions contra ells a partir de l'1 d'abril. No obstant això, els homes de les posicions avançades van ser envaïts aviat i el regiment d'Assam va rebre l'ordre de retirar-se. A la nit del 3 d'abril, les tropes de Miyazaki van arribar als afores del poble de Naga i van començar a sondejar Kohima des del sud.
L'HQ del Cos d'Stopford va assumir la responsabilitat del front del Ranking el 3 d'abril. L'endemà, va ordenar a la 161a Brigada Índia que avances de nou cap a Kohima, però només un batalló, el 4t Batalló Queen's Own Royal West Kent Regiment comandat pel tinent coronel John Laverty, i una companyia del 4t Batalló, 7è Regiment Rajput, va arribar a Kohima abans que els japonesos tallessin la carretera a l'oest de la carena. A més d'aquestes tropes de la 161a Brigada, la guarnició estava formada per un batalló brut (el Regiment Shere) de l'Exèrcit Reial Nepalès, algunes companyies del Regiment de Birmània, algunes del Regiment d'Assam que s'havien retirat a Kohima i diversos destacaments de convalescents i tropes de comunicació de línia. La guarnició comptava amb uns 2.500, dels quals uns 1.000 eren no combatents i estava comandada pel coronel Hugh Richards, que havia servit abans amb els Chindit.
El setge va començar el 6 d'abril. La guarnició va ser contínuament bombardejada i morta, en molts casos pels japonesos utilitzant armes i municions capturades a Sangshak i d'altres dipòsits, i va ser lentament conduïda a un petit perímetre a Garrison Hill. Tenien el suport d'artilleria del cos principal de la 161a Brigada, que van ser ells mateixos aïllats a 2 milles (3,2 km) de distància a Jotsoma, però, com a Sangshak, no tenien aigua potable. El punt de subministrament d'aigua es trobava a GPT Ridge, que va ser capturat pels japonesos el primer dia del setge. Alguns dels seus defensors no van poder retirar-se a altres posicions de la cresta i, en canvi, es van retirar cap a Dimapur. Els dipòsits d'aigua de lona a FSD i a l'Hospital General de l'Índia no s'havien omplert ni excavat per protegir-los del foc. Tot i que es va descobrir una petita font al costat nord de Garrison Hill, només es podia arribar a la nit. Les estacions de venda mèdica estaven exposades al foc japonès, i els homes ferits sovint eren colpejats de nou mentre esperaven tractament.
Alguns dels combats més intensos van tenir lloc a l'extrem nord de Kohima Ridge, al voltant del bungalow i la pista de tennis del comissari adjunt, en el que es va conèixer com la batalla de la pista de tennis. La pista de tennis es va convertir en terra de ningú, amb els japonesos i els defensors de Kohima atrinxerats als costats oposats, tan a prop l'un de l'altre que es llançaven granades entre les trinxeres. Els historiadors nord-americans Alan Millet i Williamson Murray van escriure sobre els combats a Kohima entre les tropes japoneses i angloindies: "En cap lloc de la Segona Guerra Mundial, fins i tot al front oriental, els combatents van lluitar més salvatgement sense sentit".
La nit del 17/18 d'abril, els japonesos finalment van capturar la zona de bungalows de DC. Altres japonesos van capturar Kuki Picquet, tallant la guarnició en dos. La situació dels defensors era desesperada, però els japonesos no van seguir atacant Garrison Hill ja que ja estaven esgotats per la fam i pels combats, i quan es va fer el dia, les tropes de la 161a Brigada Índia van arribar per rellevar la guarnició.

### Relleu

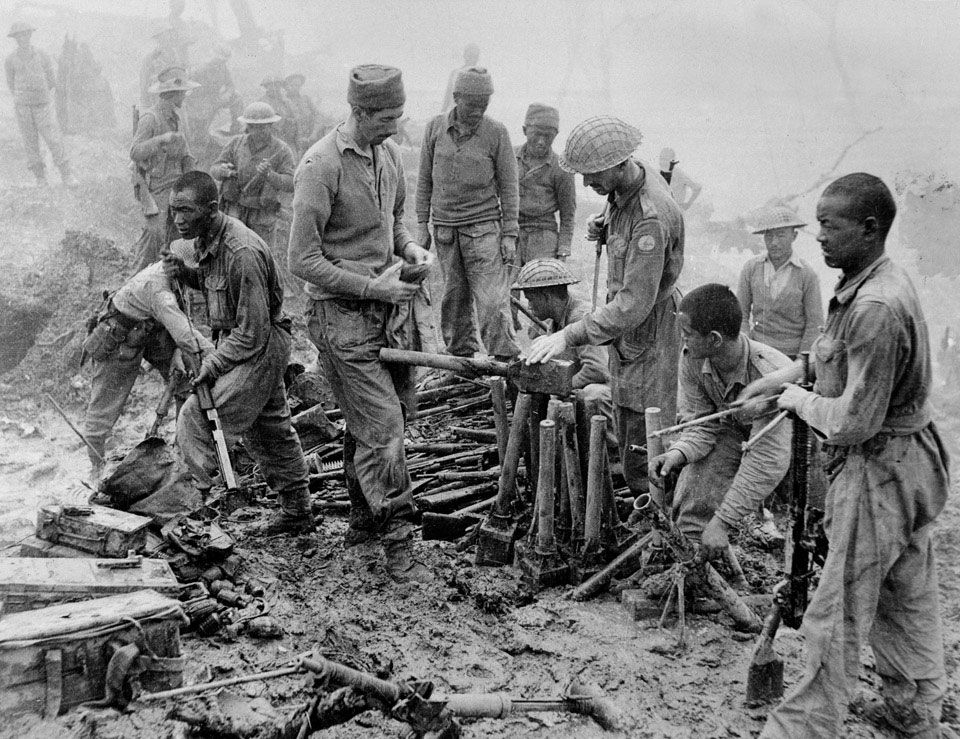
Soldats indis de l'exèrcit indi britànic inspeccionen artilleria japonesa capturada durant la batalla de Kohima, abril de 1944

La 2a Divisió britànica, comandada pel major general John M. L. Grover, havia començat a arribar a Dimapur a principis d'abril. L'11 d'abril, el Catorze Exèrcit tenia aproximadament el mateix nombre de tropes a la zona que els japonesos. La 5a Brigada britànica de la 2a Divisió va trencar els bloqueigs japonesos per rellevar la 161a Brigada a Jotsoma el 15 d'abril. La 6a Brigada britànica es va fer càrrec de la posició defensiva de la 161a Brigada (la "Casa Jotsoma"), permetent a la 161a Brigada amb suport aeri, artilleria i blindatge llançar un atac cap a Kohima el 18 d'abril. Després d'un dia de combat intens, les tropes líders de la Brigada (1r Batalló, 1r Regiment del Punjab) van trencar i van començar a rellevar la guarnició de Kohima. En aquest punt, Kohima s'assemblava a un camp de batalla de la Primera Guerra Mundial, amb arbres destrossats, edificis en ruïnes i el sòl cobert de cràters.
Sota la foscor, els ferits (en nombre de 300) van ser exposats sota el foc. Tot i que s'havia establert el contacte, van trigar 24 hores més a assegurar completament la carretera entre Jotsoma i Kohima. Durant el 19 d'abril i fins a les primeres hores del 20 d'abril, la 6a Brigada britànica va substituir la guarnició original i a les 06:00 hores del 20 d'abril, el comandant de la guarnició (el coronel Richards) va lliurar el comandament de la zona. Els observadors de la 6a Brigada es van sorprendre per l'estat de la guarnició; un oficial endurit per la batalla va comentar: "Semblaven uns espantaocells vells i tacats de sang, caient de cansament; l'única cosa neta d'ells eren les seves armes, i feien olor de sang, suor i mort."
Miyazaki va continuar intentant capturar Garrison Hill, i hi va haver una intensa lluita per aquesta posició durant diverses nits més, amb grans baixes a ambdós bàndols. Les posicions japoneses a Kuki Picquet estaven a només 50 iardes (46 m) de Garrison Hill, i la lluita era sovint cos a cos. A l'altre costat de Garrison Hill, la nit del 26/27 d'abril, un atac britànic va recuperar la casa club que hi havia sobre el bungalow del subcomissari, que dominava la major part del centre japonès.

### Contraofensiva
Els japonesos van reorganitzar les seves forces per a la defensa. La seva Força Esquerra sota Miyazaki va mantenir Kohima Ridge amb quatre batallons. El quarter general de divisions sota el mateix Sato i la Força del Centre sota el coronel Shiraishi van mantenir Naga Village amb altres quatre batallons. La força més petita de la dreta tenia pobles al nord i a l'est.
Per donar suport al seu atac contra la posició japonesa, els britànics havien acumulat trenta-vuit obusos de muntanya de 3,7 polzades, quaranta-vuit canons de camp de 25 lliures i dos canons mitjans de 5,5 polzades. La RAF (principalment els caces-bombarders Hurricane del 34è Esquadró i els bombarders en picat Vultee Vengeance del 84è Esquadró) també van bombardejar i metrallar les posicions japoneses. Els japonesos podien oposar-s'hi amb només disset canons lleugers de muntanya, amb molt poca munició. No obstant això, el progrés del contraatac britànic va ser lent. Els tancs no es podien utilitzar fàcilment, i els japonesos van ocupar búnquers que estaven molt profundament excavats, ben amagats i recolzats mútuament.
Mentre la 6a Brigada britànica defensava Garrison Hill, les altres dues brigades de la 2a Divisió van intentar flanquejar els dos extrems de la posició japonesa, a Naga Village al nord i a GPT Ridge al sud. El monsó s'havia trencat en aquest moment i els forts pendents estaven coberts de fang, cosa que dificultava molt el moviment i el subministrament. En alguns llocs, la 4a Brigada britànica va haver de tallar esglaons amunt dels turons i construir baranes per avançar. El 4 de maig, la 5a Brigada britànica va assegurar un punt de peu als afores de Naga Village però la va perdre en un contraatac. El mateix dia, la 4a Brigada britànica, després d'haver fet una llarga marxa de flanc al voltant del mont Pulebadze per apropar-se a Kohima Ridge des del sud-oest, va atacar GPT Ridge sota una pluja torrencial i va capturar part de la cresta per sorpresa però no va poder assegurar tota la carena. Dos comandants successius de la 4a Brigada britànica van ser assassinats en els combats posteriors a curta distància a la cresta.
Ambdós moviments de flanqueig fracassats a causa del terreny i del clima, la 2a Divisió britànica es va concentrar a atacar les posicions japoneses al llarg de Kohima Ridge a partir del 4 de maig. El foc dels llocs japonesos al vessant invers de GPT Ridge va atrapar repetidament les tropes britàniques que atacaven Jail Hill al flanc, causant grans baixes i impedint-los capturar el turó durant una setmana. No obstant això, les diferents posicions es van anar adoptant lentament. Jail Hill, juntament amb Kuki Picquet, FSD i DIS, van ser finalment capturats l'11 de maig, després que una pluja d'obussos de fum enceguessin els metralladors japonesos i permetés a les tropes assegurar el turó i s'hi atrinxeressin.
Les últimes posicions japoneses a la carena que es van capturar van ser la pista de tennis i els jardins sobre el bungalow del subcomissari. El 13 de maig, després de diversos intents fallits de flanquejar o assaltar la posició, els britànics finalment van arrasar una pista fins al cim per sobre de la posició, on es podia arrossegar un tanc. Un tanc Lee es va estavellar a la pista de tennis i va destruir les trinxeres i búnquers japonesos allà. El 2n Bn, el Regiment de Dorsetshire, va seguir i va capturar el vessant on antigament es trobava el bungalow, i així finalment va netejar Kohima Ridge. El terreny s'havia reduït a un desert infestat de mosques i rates, amb restes humanes mig enterrades per tot arreu. Les condicions en què les tropes japoneses havien viscut i lluitat han estat descrites per diverses fonts, inclòs l'autor Frank McLynn, com "indescriptibles".
La situació va empitjorar per als japonesos a mesura que van arribar encara més reforços aliats. La 7a divisió d'infanteria índia, comandada pel major general Frank Messervy, arribava a poc a poc per carretera i ferrocarril des de l'Arakan. La seva 33a Brigada índia ja havia estat alliberada de la reserva del XXXIII Cos per unir-se als combats a Kohima Ridge el 4 de maig. La 114a Brigada d'Infanteria Índia i el Quartier General de la Divisió van arribar el 12 de maig i (amb la 161a Brigada al comandament) la divisió es va concentrar a reconquistar el Poble Naga des del nord. La 268a Brigada d'Infanteria de l'Índia independent es va utilitzar per alleujar les brigades de la 2a Divisió britànica i permetre'ls descansar, abans de reprendre el seu viatge cap al sud per la carretera Imphal.
No obstant això, quan els aliats van llançar un altre atac el 16 de maig, els japonesos van continuar defensant amb tenacitat Naga Village i Aradura Spur tenaciously. Un atac a Naga Hill la nit del 24/25 de maig no va guanyar terreny. Un altre atac, realitzat contra els dos extrems de l'esperó d'Aradura Spur la nit del 28/29 de maig va ser rebutjat encara més decisivament. Els reiterats contratemps, amb l'esgotament i els efectes del clima van començar a afectar especialment la moral de la 2a Divisió britànica.

### Retirada japonesa

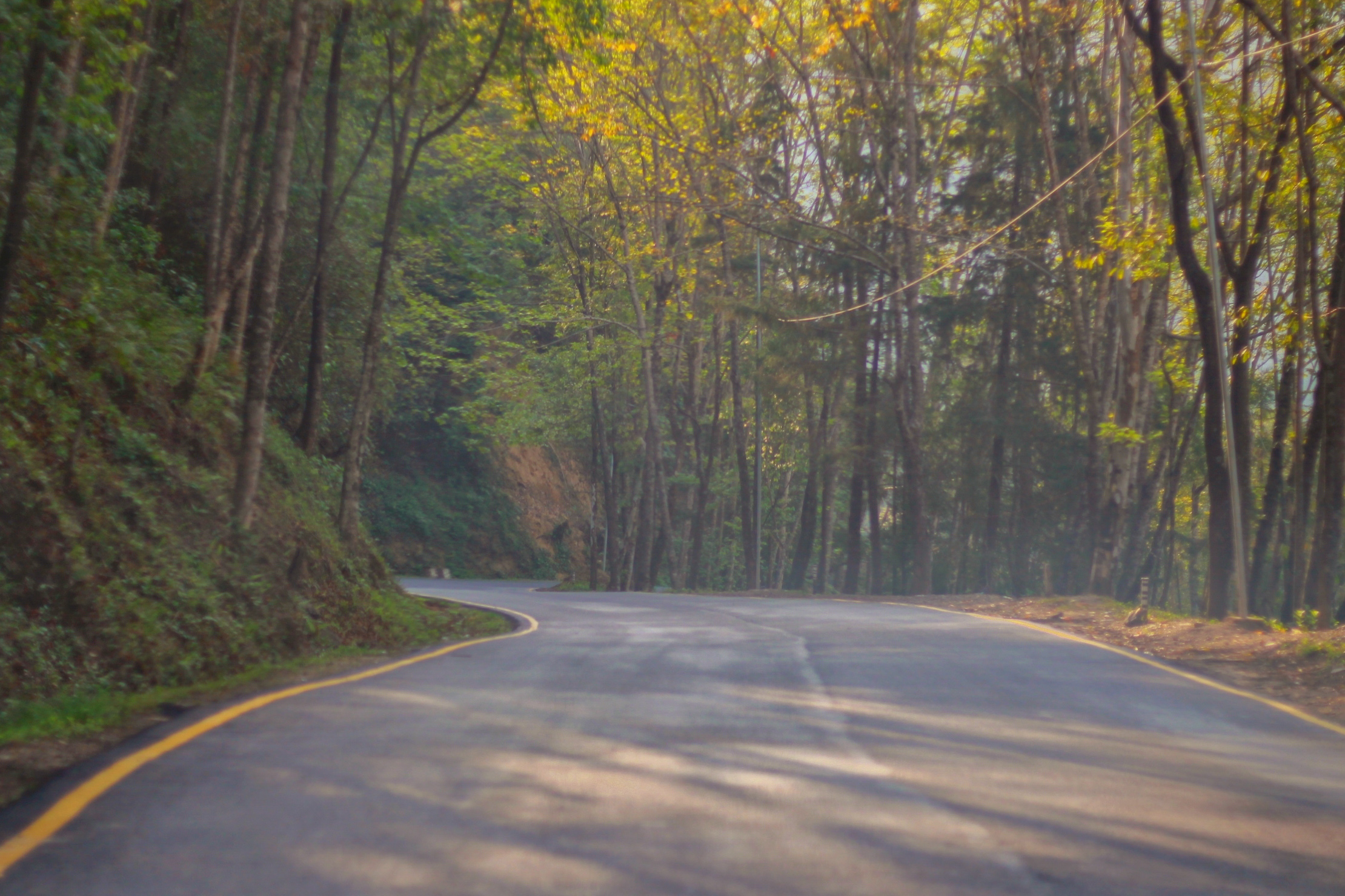
La Carretera històrica Kohima-Imphal el 2018

El factor decisiu va ser la manca de subministraments japonesos. La 31a Divisió japonesa havia començat l'operació amb només tres setmanes de subministrament d'aliments. Un cop esgotats aquests subministraments, els japonesos havien d'existir amb escasses poblacions capturades i el que podien alimentar-se en pobles locals cada cop més hostils (poc abans que comencés el setge de Kohima, els japonesos havien capturat un enorme magatzem a Naga Village amb prou arròs per alimentar la divisió "durant tres anys", però immediatament va ser bombardejat i l'estoc d'arròs va ser destruït.) La 23a Brigada LRP britànica, que havia estat operant darrere de la divisió japonesa, va tallar les línies de subministrament japoneses i va impedir que s'alimentessin als turons de Naga, a l'est de Kohima. Els japonesos havien muntat dues missions de reabastiment, utilitzant jeeps capturats per portar subministraments des de la Chindwin fins a la 31a Divisió, però portaven principalment artilleria i munició antitanc, en lloc de menjar.
A mitjans de maig, les tropes de Satō es morien de fam. Va considerar que Mutaguchi i el quarter general del Quinzè Exèrcit japonès estaven donant poc compte de la seva situació, ja que li havien emès diverses ordres confuses i contradictòries durant el mes d'abril. Com que l'atac principal a Imphal va vacil·lar cap a mitjans d'abril, Mutaguchi va desitjar que la 31a Divisió o parts d'ella s'unís a l'atac a Imphal des del nord, fins i tot mentre la divisió lluitava per capturar i retenir Kohima. Satō va considerar que el quarter general del Quinzè Exèrcit estava emetent ordres poc realistes a la seva divisió sense una planificació adequada o consideració de les condicions. Tampoc creia que s'esforcessin per traslladar subministraments a la seva divisió. Va començar a plantejar-se retirar les seves tropes per permetre el reabastiment.
El 25 de maig, Satō va notificar al quarter general del Quinzè Exèrcit que es retiraria l'1 de juny, tret que la seva divisió rebés subministraments. Finalment, el 31 de maig, va abandonar Naga Village i altres posicions al nord de la carretera, malgrat les ordres de Mutaguchi de mantenir-se en la seva posició. (que un comandant de divisió es retirés sense ordres ni permís del seu superior era inaudit a l'exèrcit japonès.) Això va permetre al XXXIII Cos flanquejar la posició de Miyazaki a Aradura Spur i començar a avançar cap al sud.
El destacament de Miyazaki va continuar lluitant contra accions de rereguarda i enderrocant ponts al llarg de la carretera d'Imphal, però finalment va ser expulsat de la carretera i obligat a retirar-se cap a l'est. La resta de la divisió japonesa es va retirar dolorosament cap al sud, però va trobar molt poc per menjar, ja que la majoria dels pocs subministraments que s'havien portat a través del Chindwin havien estat consumits per altres unitats japoneses, que tenien tanta gana com els homes de Satō. Molts de la 31a Divisió estaven massa debilitats per arrossegar-se més al sud que Ukhrul (a prop del camp de batalla de Sangshak), on s'havien instal·lat hospitals, però sense medicaments, personal mèdic ni menjar, o Humine a 32 km. al sud d'Ukhrul, on Sato esperava en va trobar subministraments.
L'enllaç a la Fita 109 entre els dos braços del 14è Exèrcit que va alleujar el setge japonès d'Imphal.
El XXXIII Cos indi va seguir els japonesos en retirada. La 2a Divisió britànica va avançar per la carretera principal, mentre que la 7a Divisió índia (utilitzant mules i jeeps per a la major part del seu transport), es va moure pel terreny accidentat a l'est de la carretera. El 22 de juny, les tropes líders de la 2a Divisió britànica es van trobar amb el cos principal de la 5a Divisió d'Infanteria Índia que avançava cap al nord des d'Imphal a la Fita 109, a 48 km al sud de Kohima. El setge d'Imphal havia acabat, i els combois de camions van portar ràpidament subministraments pesats vitals a les tropes a Imphal.
Durant la batalla de Kohima, les forces britàniques i índies havien perdut 4.064 homes, morts, desapareguts i ferits. En contra d'això, els japonesos havien perdut almenys 5.764 víctimes de batalla a l'àrea de Kohima, i molts de la 31a Divisió van morir posteriorment de malaltia o inanició, o es van treure la vida.

## Conseqüències
Després d'ignorar les ordres de l'exèrcit durant diverses setmanes, Satō va ser destituït del comandament de la 31a Divisió japonesa a principis de juliol. Tota l'ofensiva japonesa es va interrompre al mateix temps. Slim es va burlar de Satō com el més poc emprenedor dels seus oponents, i fins i tot va dissuadir la RAF de bombardejar la seu de Satō perquè volia que el mantingués amb vida, ja que fer-ho ajudaria la causa aliada. Fonts japoneses, però, culpen el seu superior, Mutaguchi, tant per les debilitats del pla original, com per l'antipatia entre ell i Sato que va portar a Sato a concentrar-se a salvar la seva divisió en lloc de conduir-la cap a objectius llunyans.

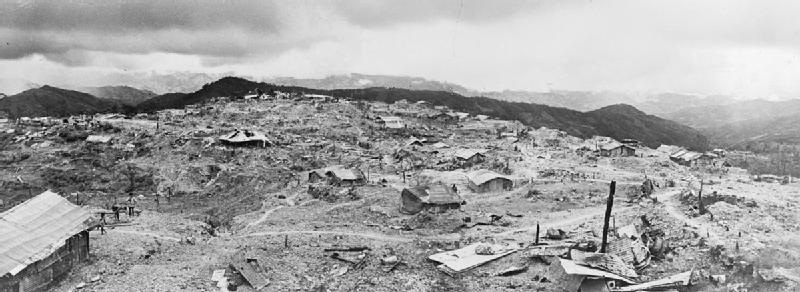
Vista de Kohima Ridge després de la batalla.

Després que Satō hagués estat destituït del comandament, va rebutjar una invitació per cometre seppuku i va exigir una consell de guerra per netejar el seu nom i fer públiques les seves queixes sobre el quarter general del Quinzè Exèrcit. A instàncies de Kawabe, es va declarar que Satō havia patit una crisi mental i que no era apte per ser jutjat. Va ser substituït com a comandant de la 31a Divisió pel general de divisió Tsuchitaro Kawada. El general de divisió Miyazaki va ser ascendit i nomenat per comandar la 54a Divisió japonesa, servint a Arakan.
Les grans pèrdues que van patir els japonesos a les batalles d'Imphal i Kohima (principalment per fam i malalties) van paralitzar la seva defensa de Birmània contra els atacs aliats durant l'any següent.
Al bàndol aliat, el major general Grover va ser destituït del comandament de la 2a divisió britànica el 5 de juliol, per la lentitud percebuda a l'hora de dur a terme l'ofensiva, i també després de les queixes sobre el seu maneig de les formacions índies (161a i 33a Brigades índies) adjuntes a la seva divisió, i substituït pel major general Cameron Nicholson. Va acceptar el seu acomiadament estoicament i va ser nomenat Director dels Serveis de Benestar de l'Exèrcit a l'Oficina de Guerra. Setanta anys després de la batalla de Kohima es va inaugurar un monument a ell a Jotsoma, el lloc de la seva 2a Divisió. El brigadier Dermot Warren, que va comandar la 161a Brigada índia durant el setge, va ser ascendit al comandament de la 5a Divisió índia, però va morir en un accident aeri l'any següent.

### Abastiment aeri
L'abastiment aeri de Kohima va formar part d'un esforç que, en el seu moment àlgid, va lliurar unes 500 tones de subministraments per dia a les forces aliades al teatre. En els setges de Kohima i Imphal, els aliats confiaven completament en l'abastiment aeri per avions britànics i nord-americans que volaven des de l'Índia fins que es va netejar la carretera des de la capçalera del ferrocarril a Dimapur. A Kohima, a causa de les estretes crestes, la precisió en el llançament de la logística lliurada aèria va resultar ser un problema considerable i, a mesura que els combats es van intensificar i l'àrea defensada va disminuir, la tasca es va fer més difícil i més perillosa. Per tal de millorar la precisió de les caigudes, els pilots de Dakota es van veure obligats a volar "perillosament baix".
El creixent domini de la potència aèria aliada en aquesta etapa de la campanya de Birmània va ser un factor important per ajudar els aliats a canviar el rumb de la guerra en aquest teatre. El subministrament d'aire aliat va permetre a les tropes britàniques i índies mantenir-se en posicions que d'altra manera haurien hagut d'abandonar a causa de l'escassetat de municions, menjar i aigua, ja que es podien introduir reforços i subministraments fins i tot quan les guarnicions estaven envoltades i tallades. Per contra, els japonesos van trobar la seva pròpia situació de subministrament més difícil de resoldre i al final va ser un dels factors decisius de la batalla.

### Creu Victòria
Es van concedir tres Creus Victòria per accions durant la batalla de Kohima:
- El caporal John Pennington Harman ,[102][103] 4t Batalló, Queen's Own Royal West Kent Regiment, 161a Brigada d'Infanteria Índia, 5a Divisió d'Infanteria Índia. Durant els forts combats al voltant de "Detail Hill" (FSD?) durant el setge, va treure per si sol dos llocs de metralladores japoneses, el primer el 7/8 d'abril i un segon el 8/9 d'abril. [104] Va ser mort en retirar-se del segon atac i més tard va rebre una Creu de Victòria pòstuma per aquestes accions.[105]
- Capità John Niel Randle,[106] 2n Batalló, Regiment Reial de Norfolk, 4a Brigada d'Infanteria, 2a Divisió d'Infanteria Britànica.[107]
- Jemadar  Abdul Hafiz, 9è Regiment Jat. Als 18 anys, Abdul Hafiz es va convertir en el receptor de la Creu Victòria més jove de l'exèrcit indi britànic. Està enterrat al cementiri de guerra indi d'Imphal.[108]

### Memorial

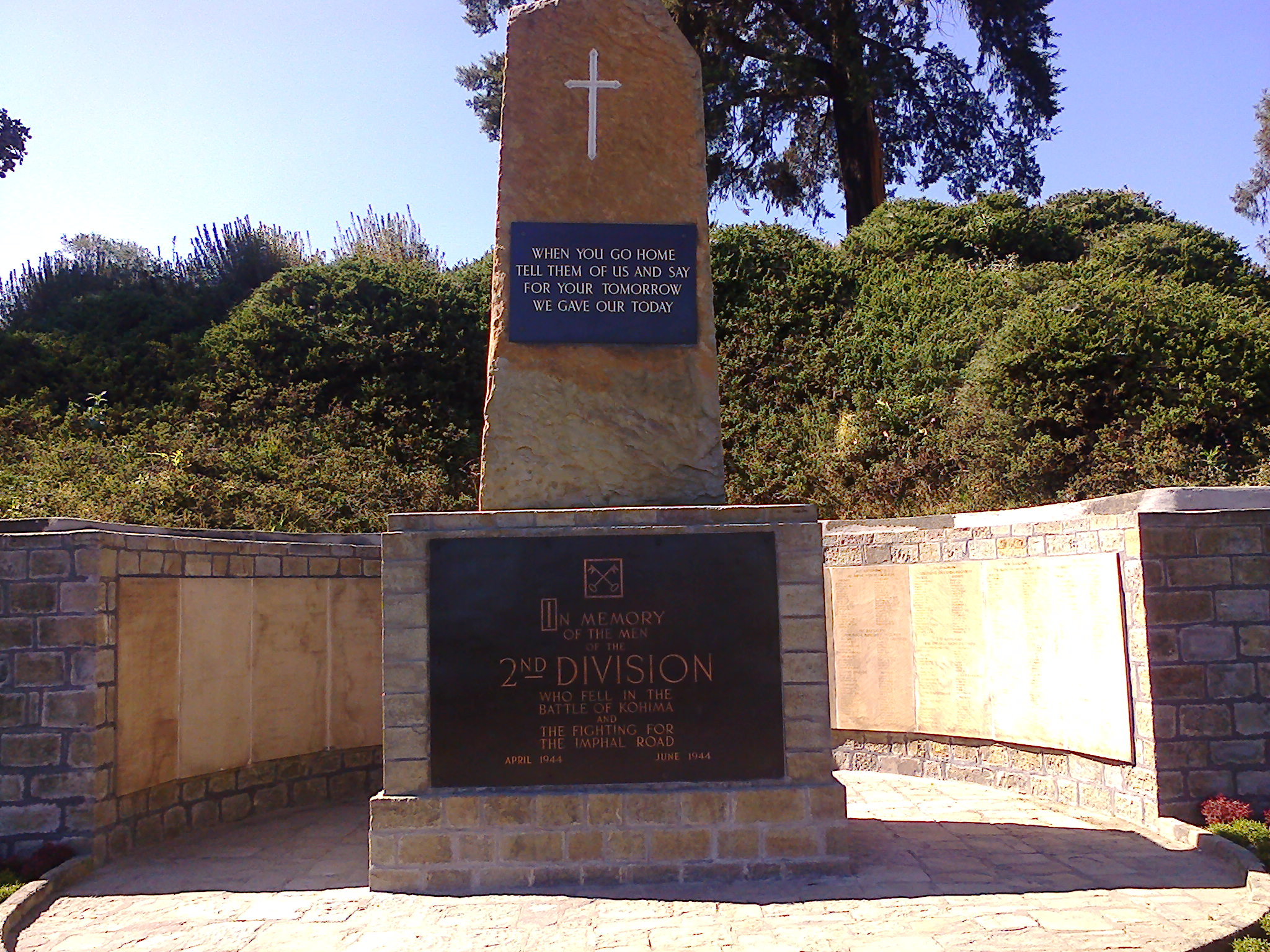
El memorial a Kohima

El cementiri de guerra de Kohima amb 1.420 morts de guerra aliats és mantingut per la Commonwealth War Graves Commission. El cementiri es troba als vessants de Garrison Hill, en el que abans va ser la pista de tennis del comissari adjunt. L'epitafi gravat al memorial de la 2a Divisió Britànica al cementiri s'ha fet mundialment famós com a Epitafi de Kohima. Hi diu:

| When you go home, tell them of us and say, For your tomorrow, we gave our today | Quan tornis a casa, parla'ls de nosaltres i digues: Per al teu demà, hem donat el nostre avui |
El vers s'atribueix a John Maxwell Edmonds (1875–1958), i es creu que s'ha inspirat en l'epitafi escrit per Simònides per honrar els espartans que van caure a la batalla de les Termòpiles l'any 480 aC.